# Harry Kendall Thaw
Harry Kendall Thaw (né le 12 février 1871, mort le 22 février 1947) est le fils d'un industriel qui avait fait fortune dans l'exploitation du charbon et des transports. 
Multi-millionnaire, il est connu pour avoir tué par arme à feu l'amant de sa femme Evelyn Nesbit, l'architecte Stanford White, le 25 juin 1906 sur la terrasse du Madison Square Garden devant des centaines de personnes, ce qui donna lieu à deux procès ayant eu une importante portée médiatique à l'époque.

## Biographie
Le père d'Harry Kendall Thaw, William Thaw Sr. (en), meurt en 1889 en lui léguant une fortune de 40 millions de dollars.
Il fit plusieurs demandes de mariage à la jeune danseuse Evelyn Nesbit qui finit par accepter, et ils se marièrent le 4 avril 1905 alors qu'elle n'avait que 20 ans.
Le 25 juin 1906, Evelyn Nesbit et Harry Thaw aperçurent Stanford White, un ancien amant d'Evelyn, au restaurant Café Martin, et le croisèrent de nouveau le soir au théâtre sur la terrasse du Madison Square Garden, lors d'une représentation de Mam'zelle Champagne, une pièce écrite par Edgar Allan Woolf. Harry Thaw tira trois fois à bout portant sur le visage de Stanford White, le tuant sur le coup.
Le premier procès n'aboutit pas, et lors du second procès Harry Thaw plaida la folie temporaire. Evelyn Nesbit obtint le divorce, mais Harry Thaw ne lui versa aucun dédommagement.
Il a été emprisonné à l'hôpital d'État de Matteawan pour les fous criminels, à Beacon, dans l'État de New York. Il fut libéré en 1915, étant jugé sain d'esprit.
Depuis sa prison, il expliquait aux journalistes qu'il avait tué White parce qu'il « faisait du mal aux jeunes filles ».
Il meurt en 1947 à Miami à l'âge de 76 ans.

## Galerie

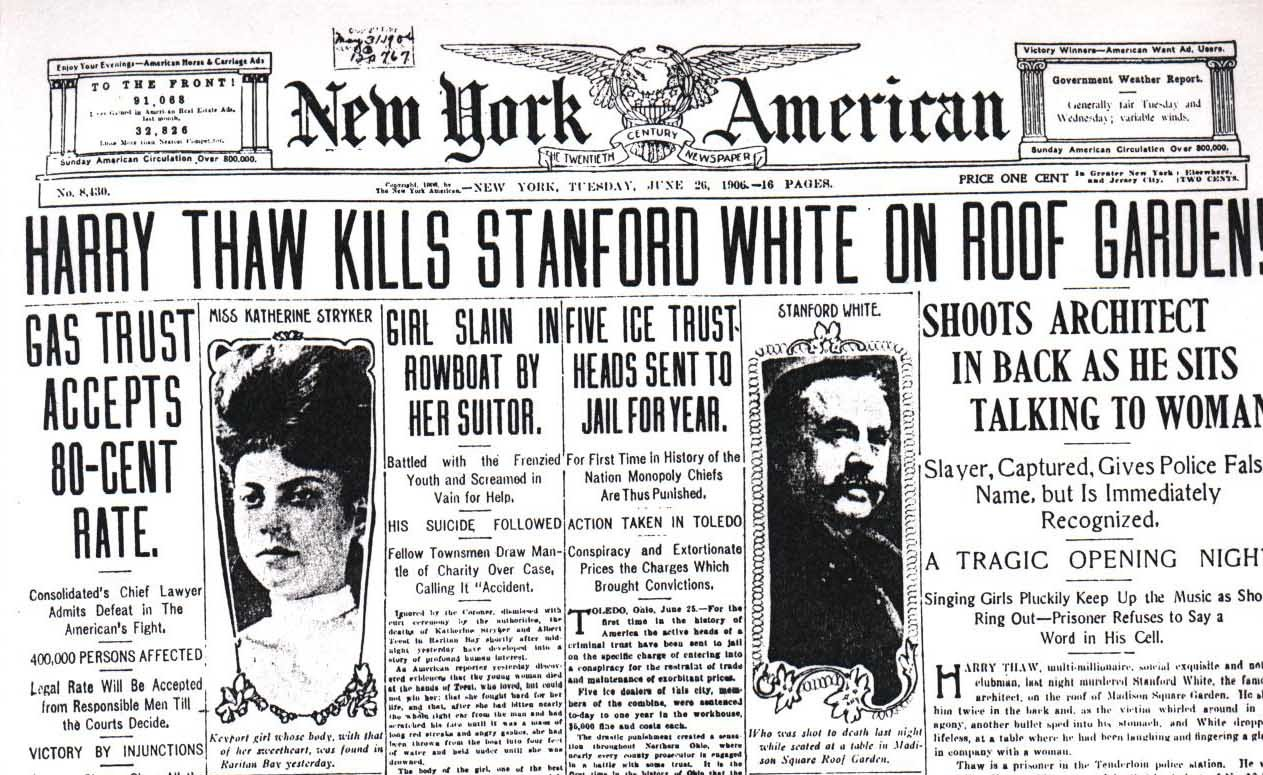
Première page du New York American du 26 juin 1906.
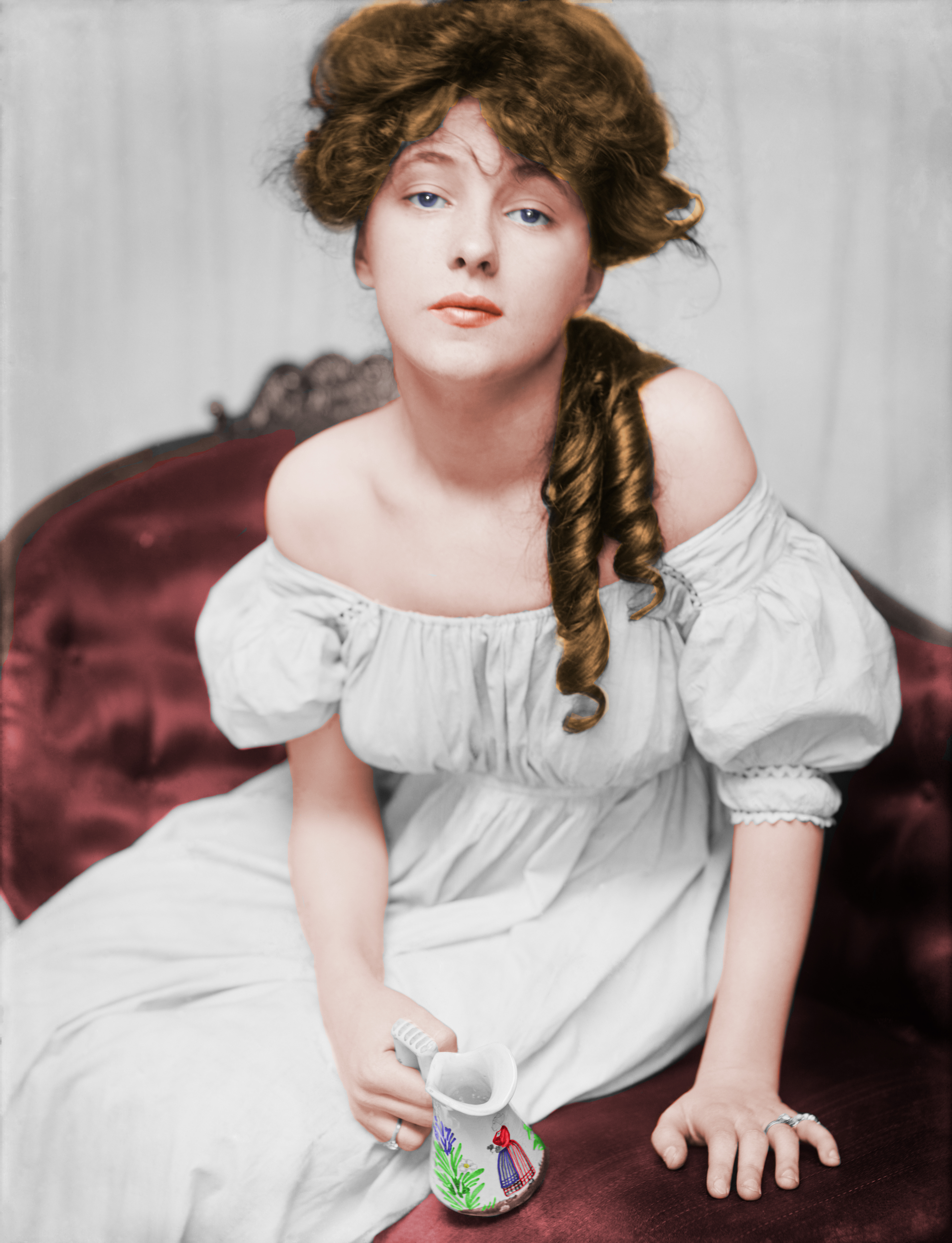
Evelyn Nesbit vers 1900 (image colorisée).
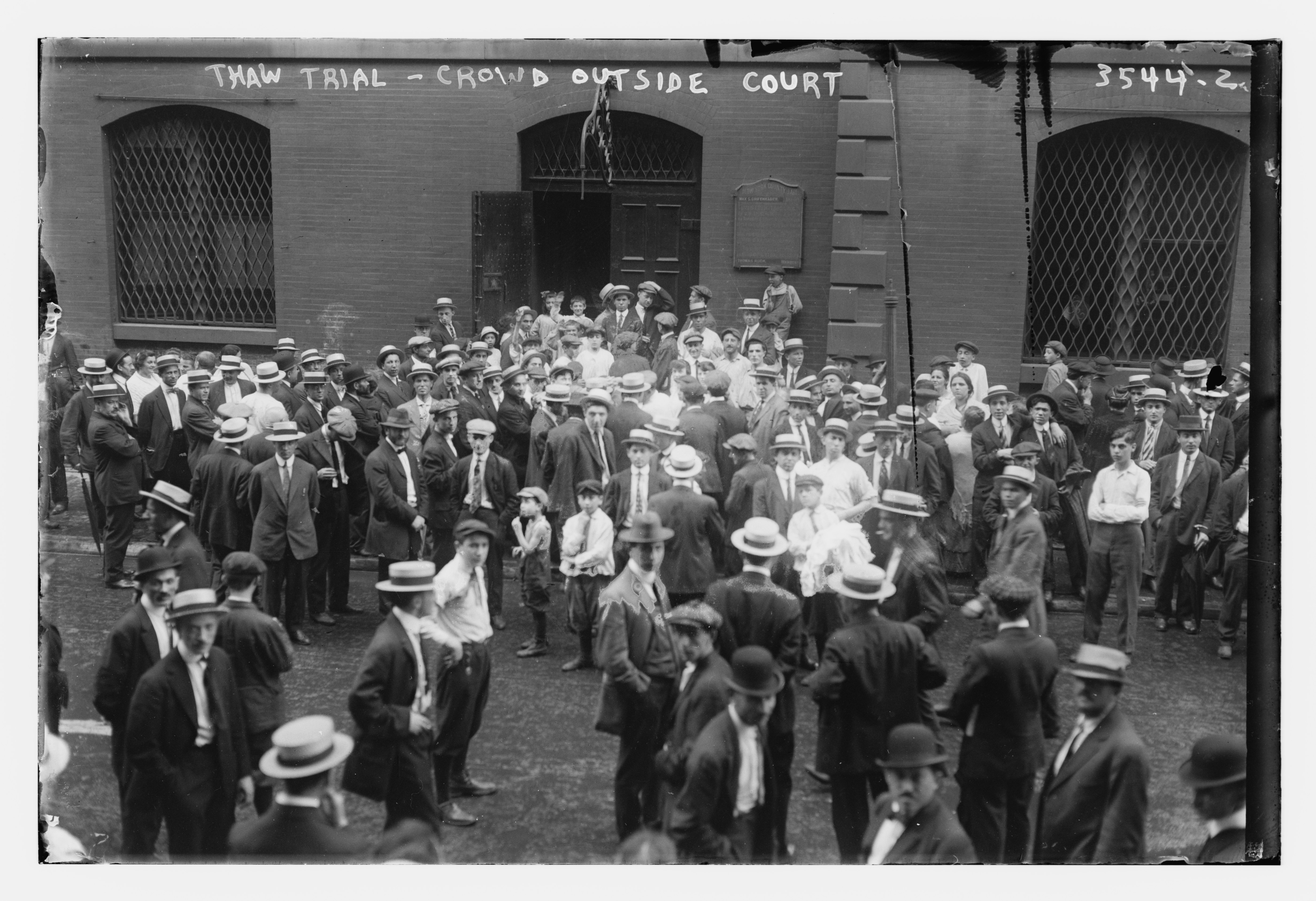
La foule devant le tribunal lors du procès en 1910.
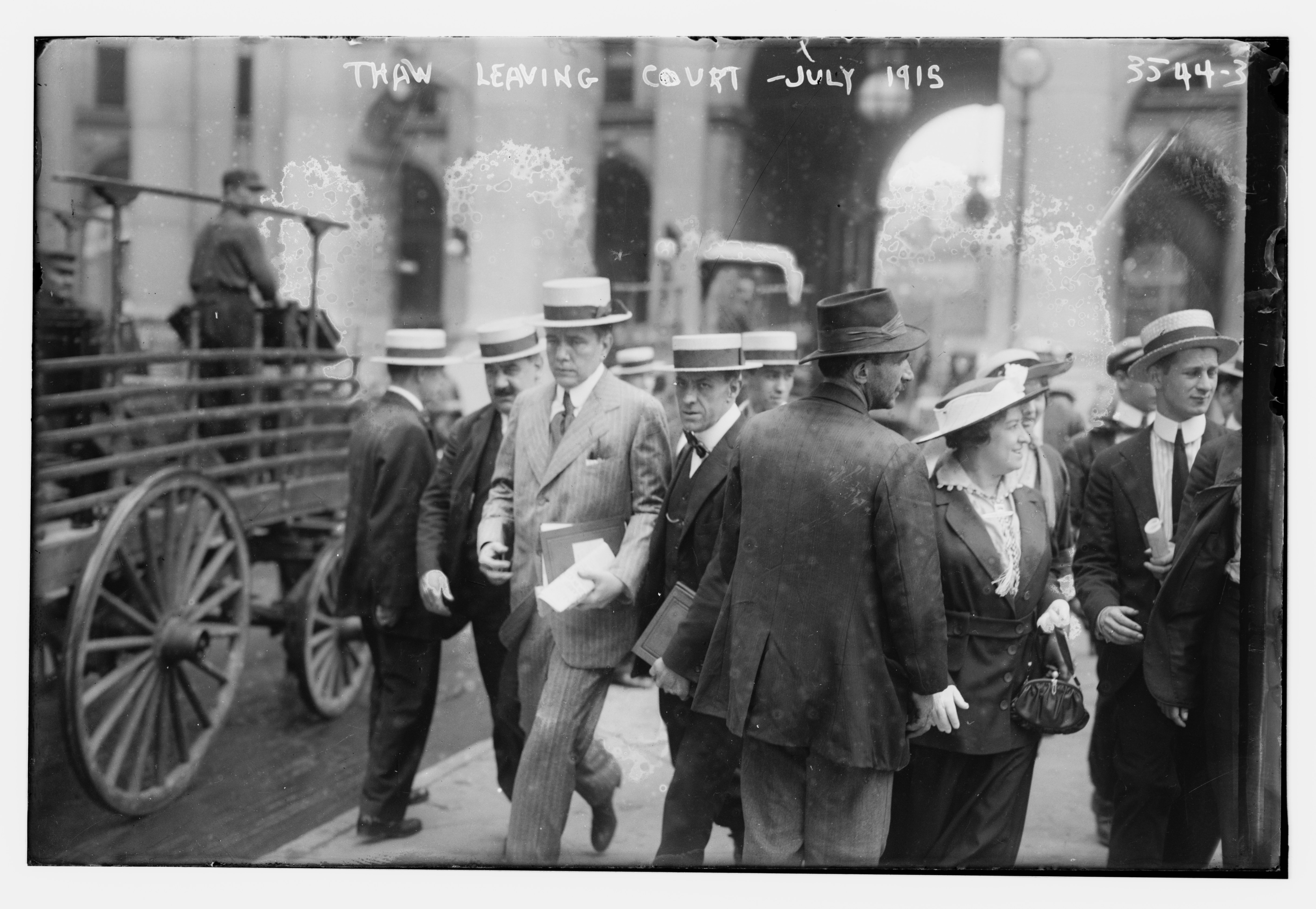
Thaw à sa sortie du tribunal en 1915.
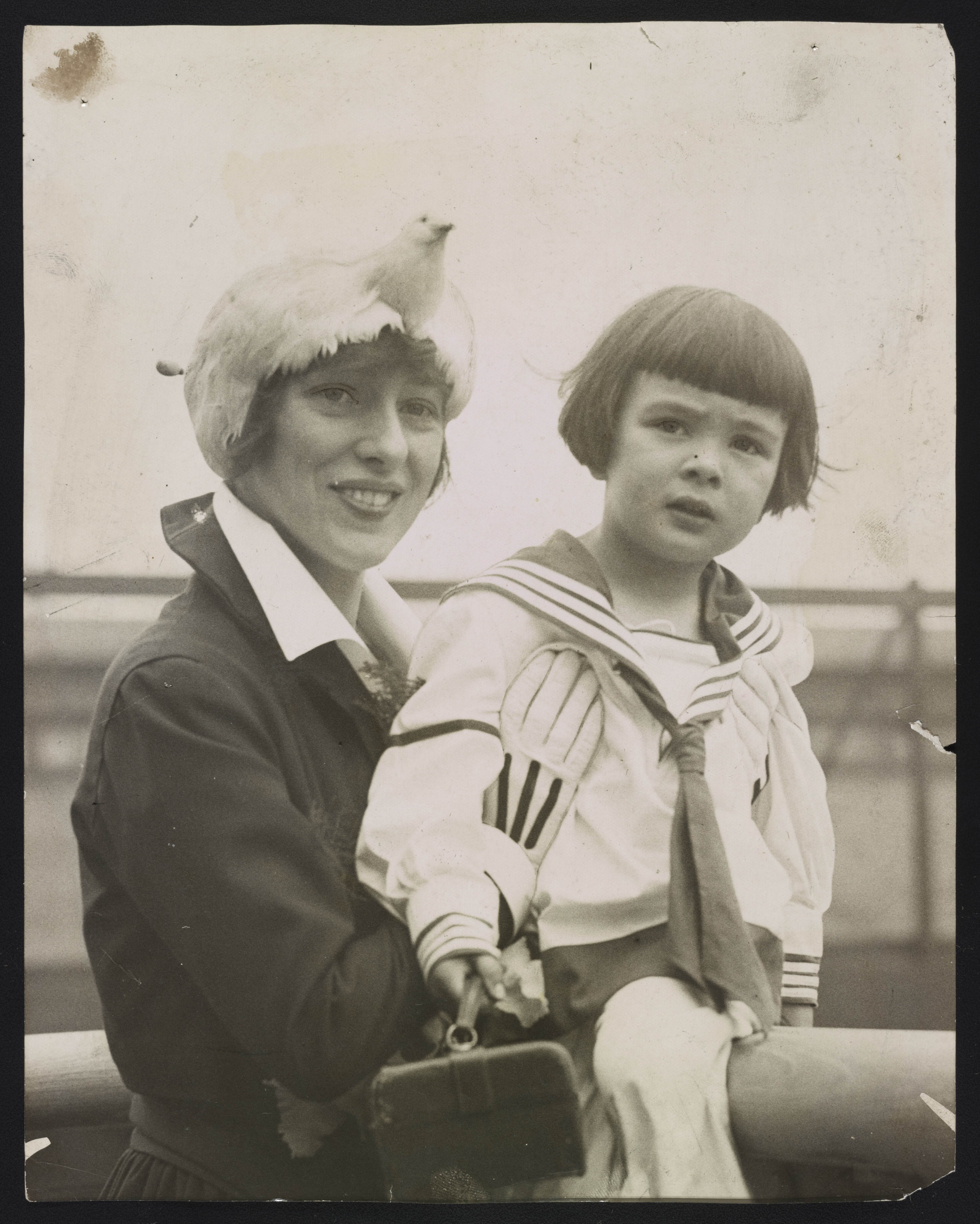
Mme Thaw et son fils Russell (né en 1910).

## Au cinéma
Le rôle de Harry Kendall Thaw est tenu par Farley Granger dans le film La Fille sur la balançoire de Richard Fleischer sorti en 1955.